# Fabrice Tarrin
Fabrice Tarrin (Neuilly-sur-Seine, 30 novembre 1971) è un fumettista e illustratore francese.

## Biografia
Fabrice Tarrin si unisce alla rivista Spirou illustrando la sezione Zig Zag e gli indici nel 1991. Nello stesso anno viene pubblicata una storia completa: Mademoiselle Peggy Sue, la storia di una maestra di sci.
- 1992: entra a far parte dell'Atelier Nawak dei fumettisti con Lewis Trondheim, Christophe Blain, David B., Joann Sfar, Didier Tronchet ed Émile Bravo, poi, nel 1995, è uno dei fondatori dell'Atelier des Vosges con la maggior parte degli autori dell'Atelier Nawak ma anche Frédéric Boilet, Marjane Satrapi e Marc Boutavant.
- 1997: il suo primo album viene pubblicato da Soleil Productions in duo con l'amico Fred Neidhardt: Les Aventures de Monsieur Tue-Tout.
- 2000: in un duetto con Tronchet, racconta la storia di Violine[2], una bambina che riesce a leggere negli occhi i pensieri dei suoi interlocutori. Nonostante il plebiscito dei lettori della rivista Spirou, questa collaborazione dura solo tre album, a causa di divergenze sulla sceneggiatura. La serie continua nel 2005, con Jean-Marc Krings ai disegni.
- 2004: con Fred Neidhardt e Olivier Grojnowski ai disegni, Fabrice Tarrin lavora al fumetto per bambini nel nuovo Pif Gadget: les aventures de Nestor et Polluce.
- 2006: Fabrice Tarrin partecipa alle impaginazioni della rivista L'Écho des savanes.
- 2006: L'Edizione Dupuis pubblica Le Tombeau des Champignac, un one-shot per la raccolta Le Spirou de .. Su sceneggiatura di Yann

In cuor suo, ha avuto una breve relazione con Lolita Séchan (figlia del cantante Renaud) nel 2007, che è diventata la vixen del suo blog. Ospita una telecamera nascosta nella trasmissione Salut les Terriens di Thierry Ardisson.
- 2008: Fabrice Tarrin pubblica un fumetto autobiografico: Journal intime d'un lémurien (Delcourt). Si ritrae come un maki.
- Nel gennaio 2010,  Fabrice Tarrin ha iniziato una nuova serie per Dupuis[3]: Maki, che utilizza il suo personaggio di lemure in una versione auto-fiction. Tarrin racconta la sua storia d'amore immaginaria con Charlotte Gainsbourg, utilizzando il principio degli animali antropomorfi, in Charlotte Gainsbourg mon amour,[4] pubblicato da Delcourt nel maggio 2010. È anche un sequel indiretto di Journal intime d'un lémurien.[5]
- Nel febbraio 2011 esce il secondo e ultimo volume di Maki. La serie si interrompe senza spiegazioni.
- Nel gennaio 2012, Vents d'Ouest pubblica Le Parcours d'un Puceau, che è il volume 0 di Maki: una raccolta di storie pubblicate nel Journal de Spirou nel 2008[2], oltre a storie inedite dal tono più adulto rispetto alla serie pubblicata da Dupuis.
- Nel febbraio 2012, il Journal de Spirou ha pubblicato un racconto, La Jeunesse héroïque de Fantasio[6], ispirato all'universo divulgato da André Franquin.
- Nell'aprile 2012, il piccolo editore MARABulles ha pubblicato Sexe, amour et déconfiture,[7] un one-shot che prosegue la saga autobiografica del lemure.
- Nel giugno 2012 viene pubblicato un secondo racconto di La Jeunesse héroïque de Fantasio[8] e viene annunciato dall'autore un racconto lungo sul Journal de Spirou. Ma non ha mai visto la luce.
- Nel giugno 2018: dopo cinque anni di assenza dalle librerie, l'artista viene annunciato come illustratore dell'album che accompagna l'uscita del film d'animazione Asterix e il segreto della pozione magica, sceneggiato da Alexandre Astier[9].

Il personaggio autobiografico di Le Lémurien e il suo avatar fittizio, Maki, sono nati dall'avventura con Laureline Michaut, pochi mesi dopo il trasferimento di Fabrice da Parigi a Montpellier.
All'inizio della loro relazione, sul blog di Laureline e sul Fleurblog che hanno lanciato insieme, Tarrin appariva come un giovane uomo. All'epoca, disegnava e co-scriveva (con Yann) uno dei one-shot "Un'avventura di Spirou e Fantasio da...", in questo caso Le Tombeau des Champignac.
Laureline Michaut e Fabrice Tarrin creano un fumetto sceneggiato da Fabrice e disegnato da Laurel, dove l'eroina è una bambina con un cappello da cowboy, un clone infantile di se stessa, e l'eroe è un alieno composto unicamente da uno scheletro ma travestito da lemure in uno zoo. Il rapporto tra i due si fa sempre più acceso. Tarrin apre il suo Tarrinblog.
Il crescente numero di visitatori del suo blog induce Tarrin a dare il Fleurblog all'amico Fred Neidhardt, che presto pubblica il libro "Pattes d'éph et col roulé".
Sul Tarrinblog appare Lolita Séchan, nipote del romanziere Olivier Séchan e figlia di Renaud "le Renard". Quando la sua storia con Séchan finisce, Tarrin ha qualche difficoltà con il "suo" Spirou, che sta rimanendo indietro mese dopo mese. Le Journal intime d'un Lémurien si è concluso con la partenza di Cyril le Canard per le Isole Canarie, ed è stato pubblicato qualche mese dopo in forma cartacea, nella collana "Shampoo" diretta da Lewis Trondheim presso l'Editore Delcourt.
Il blog è rimbalzato alle Éditions Dupuis: Tarrin, che era stato avvicinato per un po' di tempo per assumere la direzione della collana ufficiale di Spirou, è stato infine licenziato, ma il suo Lemurian ha interessato il giornale dei fattorini per una collana di narrativa. Nel 2010 viene pubblicato Charlotte Gainsbourg mon amour, il secondo volume delle avventure del Lemuriano, con un epilogo che vede la psicoanalisi di Tarrin e l'incontro con Caro, disegnata sotto le sembianze di una gattina, che condivide la sua vita dal 2008, mentre Maki prende il suo posto nel giornale Spirou.
Tarrin torna a Spirou con Spirou chez les Soviets (Dupuis, 2020),.

## Lavori
- Journal intime d'un lémurien - Sceneggiatura - Disegni e colori; Tarrin

- Maki
  - Un lémurien en colo - Sceneggiatura - Disegni e colori; Tarrin
  - Bravo la famille - Sceneggiatura - Disegni e colori; Tarrin
- Monsieur tue-tout - Les Aventures de monsieur Tue-Tout, Soleil Productions, Tolone, 1997 - Sceneggiatura: Fred Neidhardt - Disegno: Fabrice Tarrin
- Nestor e Poluce
  - Et Dieu créa le yaourt à la framboise, Edizioni Pif, 2005 - Sceneggiatura: Fred Neidhardt e Fabrice Tarrin - Disegno: Olivier Grojnowski
  - Nestor e Polux, la serie completa, Onapratut, 2009 - Sceneggiatura: Fred Neidhardt e Fabrice Tarrin - Disegno: Olivier Grojnowski
- Le Spirou de…
  - Le Tombeau des Champignac, Dupuis, Marcinelle, 2007 - Sceneggiatura: Yann e Tarrin - Disegno e colori: Tarrin
  - 17 Spirou chez les Soviets, Dupuis, Marcinelle, 2020 - Sceneggiatura: Frédéric Neidhardt - Disegno e colori: Tarrin
- Violine
  - 1 Les Yeux de la tête, Dupuis, Marcinelle, 2001 - Sceneggiatura: Tronchet e Fabrice Tarrin - Disegno e colori: Fabrice Tarrin
  - 2 Le Mauvais œil, Dupuis, Marcinelle, 2002 - Sceneggiatura: Tronchet e Fabrice Tarrin - Disegno: Fabrice Tarrin - Colori: Audre Jardel
  - 3 Le bras de fer, Dupuis, Marcinelle, 2006 - Sceneggiatura: Tronchet e Fabrice Tarrin - Disegno: Fabrice Tarrin e Jean-Marc Krings - Colori: Cyril Lieron
  - 4 La caverna dell'oubli, Dupuis, Marcinelle, 2006 - Sceneggiatura: Tronchet - Disegno: Jean-Marc Krings - Colori: Cyril Lieron
  - 5 La Maison piège, Dupuis, Marcinelle, 2007 - Sceneggiatura: Tronchet - Disegno: Jean-Marc Krings - Colori: Cyril Lieron
- Charlotte Gainsbourg mon amour, - Delcourt, Paris, 2010 - Sceneggiatura, disegno e colori: Fabrice Tarrin.[14]

### Libri
- Philippe Mellot, Michel Denni, Laurent Turpin e Isabelle Morzadec, "Tarrin (F.)", in Trésors de la bande dessinée BDM 2021-2022 - Catalogue encyclopédique & Argus, Paris, Les Arènes, 2020, ISBN 9791037502582, pp. 231, 609, 694, 790, 838, 1022, 1065, 1291.

### Periodici
- Fabrice Tarrin (intervistato) e Frédéric Bosser, "Fabrice Tarrin, le journal d'un autre homme", dBD, n. 22, aprile 2008, pagg. 60-62.
- Hugues Dayez, "Les Aventures d'un journal: Violine change de mains", Spirou, Dupuis, n. 4166, 14 febbraio 2018, pag. 40.

### Articoli
- Henri Filippini, "Spirou chez les Soviets": ammiccamenti e riferimenti...", BDZoom, 22 agosto 2020.
- Charles-Louis Detournay, "Nervoso e caustico, "Spirou chez les Soviets" di Tarrin & Neirdhardt", ActuaBD, 24 ottobre 2020.